# Tutto in ordine
Tutto in ordine (Helpmates, nell'originale inglese) è un cortometraggio del 1932 con Stanlio e Ollio.

## Trama
Al termine di una festicciola organizzata con gli amici, Ollio si ritrova la casa nel caos più totale. La moglie però sarebbe stata di ritorno di lì a poche ore. Ollio chiama Stanlio, chiedendo un aiuto per sistemare la casa.
Dopo molti piccoli e medi disastri domestici, i due riescono a sistemare la casa. Ollio esce per andare a prendere la moglie in stazione, ma avendo rovinato tutti gli abiti buoni che aveva a causa degli incidenti domestici, si veste con un costume da ammiraglio; ma lei lo ricambia con un pugno in un occhio, dato che era parecchio in ritardo. Così, piantato, Ollio ritorna a casa: ma la casa non c'e più: Stanlio voleva accendere il caminetto, ma per farlo usa un'intera tanica di benzina. Mandato a casa Stanlio, Ollio si siede su una poltrona bruciacchiata, e subito scoppia un temporale, che inevitabilmente lo innaffia.

## Distribuzione italiana
- La prima versione ha il doppiaggio Sordi-Zambuto, e venne inclusa nel montaggio di Noi e il piccolo Slim (1947) insieme alla comica Un'idea geniale (1932). La comica è mancante di alcune scene, e con i dialoghi vennero leggermente modificati. Il corto fu poi ridoppiato integralmente dalla coppia Croccolo-Latini per la distribuzione Rai.

- Nella versione italiana colorizzata del film, trasmessa sui canali Mediaset, avente il doppiaggio Croccolo-Latini, sono tagliate un paio di scene riducendo il film da 20 a 18 minuti.

## Citazioni in altri montaggi
- Fuori da quelle muraglie, montaggio del 1946 includente anche i corti Andando a spasso, Vita in campagna e La visita. Questa versione  fu doppiata da Zambuto-Sordi, ma con diverse scene tagliate e con alcuni dialoghi cambiati per far avere un nesso logico tra le varie comiche.
- Tutto il mondo ride, film antologico del 1952 includente (di Stanlio e Ollio) anche parti del film Un salvataggio pericoloso.
- Il magro, il grasso, il cretino, montaggio del 1968 includente anche Vita in campagna, Allegri poeti e Noi e il piccolo Slim.